# Jean Tristan av Frankrike, greve av Valois
Jean Tristan av Frankrike, född 1250, död 1270, var en fransk prins. 
Han utnämndes 1268 till den första greven av Valois. Han deltog i det åttonde korståget. 